# Rue du Marais (Nantes)
Pour les articles homonymes, voir Rue du Marais.
La rue du Marais est une rue de Nantes.

## Situation et accès
Située dans le centre-ville de Nantes, longue d'environ 70 mètres, cette une artère bitumée, ouverte à la circulation qui part de la rue Saint-Léonard pour aboutir allée Duquesne.

## Origine du nom
dénomination qui vient du fait de la présence, jadis, de marécages le long de l'Erdre et qui furent assainis par la canalisation de la rivière au XVIIIe siècle.

## Historique
La rue, ouverte en 1782, s’appela un instant petite « rue Boffrand », comme l'ancienne « rue du Marais » (actuelle rue Armand-Brossard) et le quai voisins (actuel « quai Duquesne »), puis reprit son nom en 1816.
Le nom de « rue du Marais » est donné en 1903 à la « petite rue du Marais ».